# Dama de Baza
La Dama de Baza és una escultura ibera del segle iv aC, llaurada en pedra calcària policromada pels bastetans. Es troba exposada al Museu Arqueològic Nacional de Madrid.

## Troballa

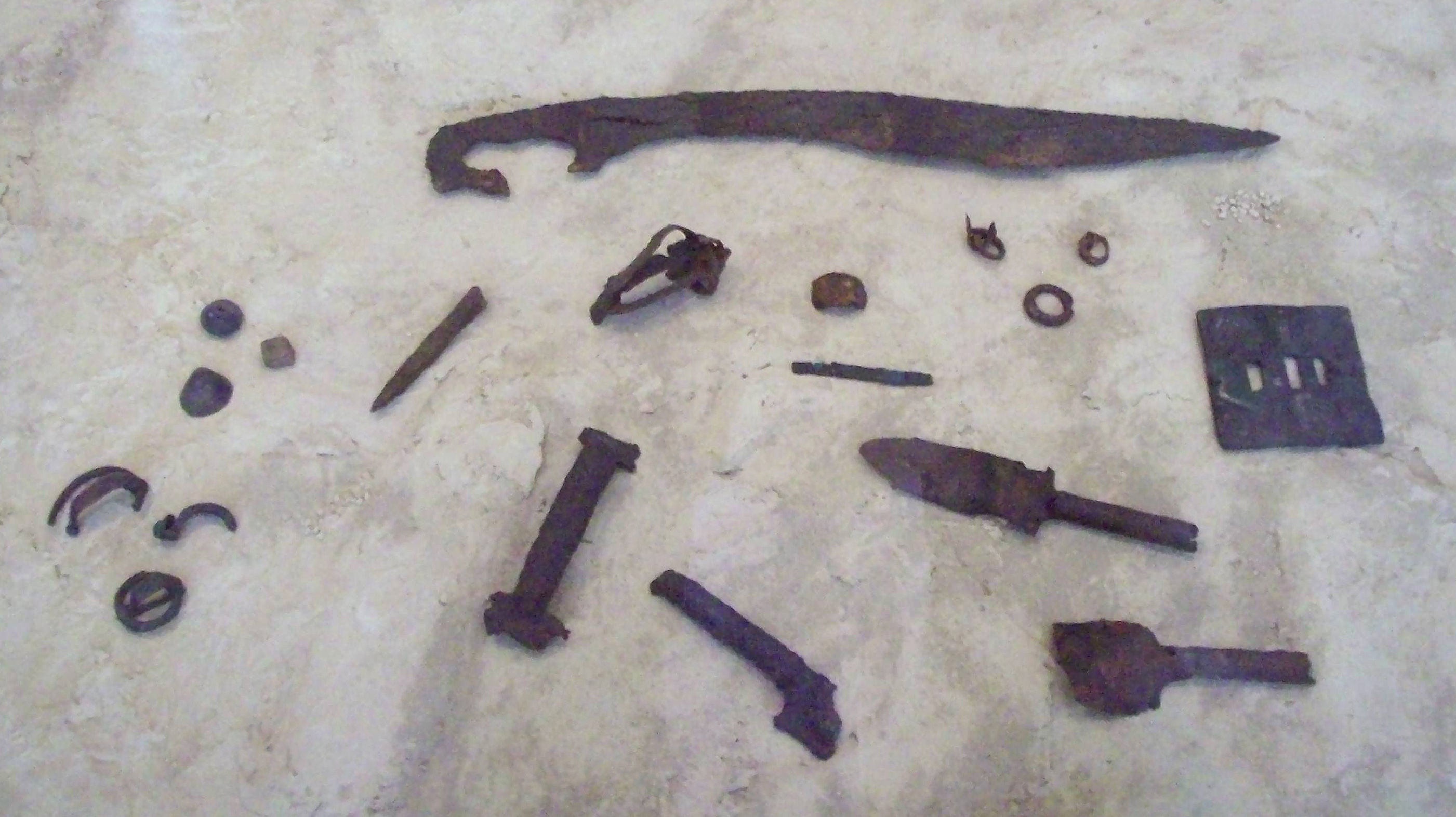
Objectes metàl·lics trobats al costat de la dama (MAN)

Aquesta obra va ser trobada el 22 de juliol de 1971 per l'arqueòleg Francisco José Presedo Velo al Turó del Santuari, necròpoli de l'antiga Basti (Basa), a la província de Granada (Espanya).
Estava dins d'una cambra funerària de 2,60 m² i 1,80 m de profunditat, on hi havia a més un àmfora púnica que es comunicava amb la superfície per mitjà d'un embut, a través del qual segurament es feien des de l'exterior libacions com a ofrenes líquides. Això indica que es professava culte a la persona allí enterrada.
Davant de la dama hi havia un petit amuntegament d'armes cremades i altres objectes que formaven la panòplia d'un guerrer. Els arqueòlegs, basant-se en això, van arribar a la conclusió que podria tractar-se de l'enterrament d'un important guerrer. No obstant això, recents estudis realitzats en les restes trobades a l'interior de la dama revelen que aquests van pertànyer a una dona.
Les teories que es barregen actualment són que podria haver-se tractat d'una guerrera divinitzada (amb relació a les falcates i altres armes trobades al jaciment) o d'una reina sacerdotessa. Si bé el caràcter sacre de la persona enterrada és més que evident, no ho és tant el seu caràcter guerrer. És possible que aquestes falcates siguin simples ofrenes o demarcadors del prestigi social de què gaudia la persona allí enterrada (a causa de com eren de costosa l'elaboració d'una d'aquestes «espases»), per la qual cosa es tendeix a pensar que es tracta amb més probabilitat d'una figura femenina de gran importància social, com una reina.

## Descripció i significat

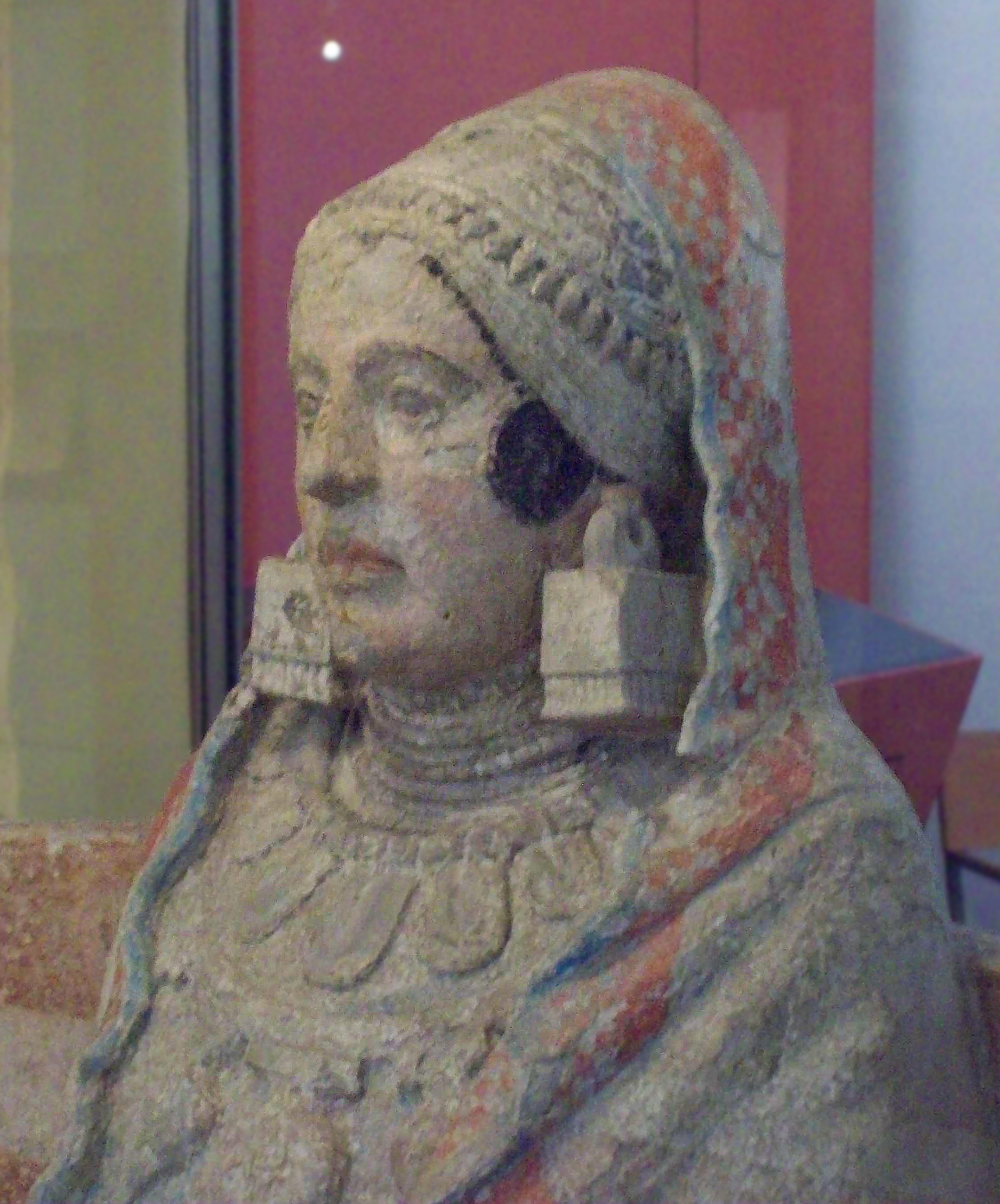
Detall de la Dama de Baza

La dama està asseguda en un tron decorat amb ales llargues al respatller i urpes de lleó com a potes davanteres. El tron està acabat amb una tècnica d'estucat, pintat en tons de blau, vermell, castany i negre, tot unit amb guix. El seu rostre presenta faccions mediterrànies, amb cabell negre i grans ones laterals sota un tocat que cobreix parcialment les orelles, decorat amb tres bandes. Porta arracades grans, un coll cobert amb quatre gorgeres i un collaret amb penjolls grans. També té diversos anells als dits i cèrcols als canells.
- Francisco J. Presedo Velo, «La Dama de Baza», Trabajos de prehistoria vol. 30, nº 1, 1973, págs. 151-216. ISSN 0082-5638.